# Скадарска митрополија
Скадарска митрополија (грч. Μητρόπολη της Σκόδρας) је била древна црквена област (митрополија) са сједиштем у позноримском и потоњем рановизантијском граду Скадру (грч. Σκόδρα, лат. Scodra). Имала је надлежност над свим епископијама на подручју провинције Превалитане, која је у античко доба обухватала сјеверни дио данашње Албаније, највећи дио данашње Црне Горе и југозападни дио данашње Србије. Настала је током 4. вијека, након увођења митрополитског система, а постојала је све до почетка 7. вијека, када је пропала усљед најезде Авара и Словена. Поред самог Скадра као сједишта митрополије, постојали су и други црквени центри међу којима су посебан значај имале епископије у античким градовима Дукљи и Љешу.

## Позноримски период
Појава раног хришћанства на источним обалама Јадранског мора везује се за прве вјекове хришћанске историје, али постојана црквена управа се на тим подручјима усталила тек након увођења  митрополитског сиистема у 4. вијеку. Као јерарх главног града провинције Превалитане, епископ Скадра је тада добио митрополитску власт над свим епископима у тој провинцији, чиме је створена скадарска црквена област, односно Скадарска митрополија, која је у историографији такође позната и као Превалитанска митрополија.
Након коначне подјеле Римског царства (395), провинција Превалитана је заједно са својом Скадарском митрополијом и њеним епископијама потпала под власт источноримских, односно византијских царева, који су столовали у Константинопољу. Међу тадашњим скадарским митрополитима најпознатији је Сенецион (лат. Senecio), који је учествовао у раду Трећег васељенског сабора (431). У то вријеме, све митрополије у позноримском Илирику признавале су првенство солунског архиепископа, који је од римског папе добио наслов и службу обласног викара (лат. vicarius).

## Рановизантијски период
До значајних промјена у црквеном уређењу на ширем подручју рановизантијског Илирика дошло је за вријеме владавине цара Јустинијана I (527–565), када је створена нова Архиепископија Јустинијана Прима, са сједиштем у истоименом граду (локалитет Царичин град, код данашњег Лебана у Србији). Тој аутокефалној архиепископији је приликом оснивања (535) била додјељена црквена надлежност над неколико покрајина, међу којима је била и Превалитана, тако да је скадарски мирополит са својим епископима од тада био под јурисдикцијом архепископа Прве Јустинијане.
Током 6. и 7. вијека, провинција Превалитана се нашла међу рановизантијским областима које су у више наврата биле пустошене од стране Словена, а потом и Авара. Провинција је пропала око 615. године, а у то вријеме су пострадале и древне епископије у градовима широм Превалитане, укључујући и антички Скадар.
Потом је наступио период подуже запустјелости, а у међувремену је дошло до покрштавања Срба, који су на том подручју након досељавања створили своју кнежевину Дукљу.

## Насљеђе
Након поновног јачања византијске власти и постепеног ширења Драчке теме према сјеверним областима током 9. вијека, створени су предуслови за обнову појединих епископија.
Прво је обновљена епископија у Љешу, која је у древним временима припадала бившој Скадарској митрополији, али је приликом обнављања на почетку 10. вијека стављена под надлежност Драчке митрополије. Исто рјешење је нешто касније примјењено и приликом обнове архијерејског сједишта у самом Скадру, гдје је постављен обичан епископ, под јурисдикцијом драчког митрополита. Тиме је постало извјесно да Скадарска митрополија неће бити обновљена, пошто је њену област преузела Драчка митрополија, под чијом су јурисдикцијом крајем 10. и почетком 11. вијека обновљене старе и основане нове епископије на том подручју (Пилотска, Дривастанска, Барска, Дукљанска).
Иако су се поменуте епископије касније угасиле, усљед експанзије римокатолицизнма на тим просторима током 11. и 12. вијека, обнова православља је у тим областима покренута у вријеме првог српског архиепископа светог Саве, који је 1219. године, након добијања црквене аутокефалности, одлучио да се на приморским подручјима, која су у ранијим временима припадала бившим епископијама из састава древне Скадарске митрополије и проширене Драчке митрополије (Дукљанска, Барска, Скадарска, Дривастанска, Пилотска), установи нова Зетска епископија која је тиме постала и баштиница старијег православног наслеђа на тим просторима, што је утицало и на додјељивање истакнутог мјеста међу светосавским епископијама. 

## Хронотакса скадарских митрополита
- Бас (око 392)
- Сенеције (I, II?) (око 392; 424; 431; 446)
- Андрија (519)
- Фока (553)
- Стефан (591)
- Јован (597; 599)
- Константин (602)
- Анонимни епископ (око 971)
- Анонимни епископ (1089)[28]